# AMD Radeon HD 7000 series
La AMD Radeon HD 7000 series, Southern Islands (precedentemente conosciuta come Northern Islands) è una famiglia di GPU a 28nm e a 40nm sviluppata da AMD.
I wafer di queste GPU sono prodotti dalla taiwanese TSMC come è accaduto per la serie HD 5000 e come accade per la serie HD 6000.

## Dettagli
In precedenza AMD aveva in programma di mettere in commercio questi prodotti con processo a 32 nm, dopo le dichiarazioni di TSMC e GlobalFoundries di eliminare questo processo produttivo per passare direttamente ai 28nm, anche AMD, come altre case produttrici, si è dovuta adeguare.
I prodotti dovevano essere messi in commercio entro la fine del 2010 e inizi 2011, ma per i ritardi accumulati da TSMC, dovuti alla scarsa resa nella produzione di wafer da 40nm e alla crisi economica del 2009, la data di commercializzazione di questa soluzione è stata posticipata per metà 2011.
L'architettura di questa nuova famiglia di GPU, come annunciato, sarà molto simile alle HD 6000 che infatti sono un ibrido tra la serie HD 5000 e 7000.

Troveremo quindi ancora un'architettura VLIW4: il chip sarà "equipaggiato" con unità SIMD, ognuna un processore thread, e ogni thread sarà affiancato da 4 ALU. Ogni SIMD è legata a quattro unità texture e come per la precedente generazione AMD userà un bus a 256 bit, chip di memoria GDDR5 e 32 ROP.
Ci si aspetta però una diminuzione drastica dei consumi, dovuta al passaggio alla nuova tecnologia di produzione a 28nm.

Altre novità potranno essere: un maggior supporto di monitor grazie all'evoluzione della tecnologia Eyefinity che, ad oggi, gestisce un massimo di 6 schermi per scheda video e un pieno supporto alla stereoscopia 3D e Blu-Ray 3D.
Il primo esponente annunciato per questa serie è la scheda Radeon HD 7970 (gennaio 2012) mentre l'ultimo in ordine di arrivo è la soluzione dual GPU Radeon HD 7990 (aprile 2013).

## Modelli

### Desktop
| Modello                    | Rilascio   | Nome in Codice | Architettura e Fabbricazione | Transistors (milioni) | Dimensione Die (mm²) | Configurazione Core | Clock (Mhz) | Clock (Mhz) | Memoria | Memoria | Memoria          | Memoria         | Fillrate     | Fillrate       | Potenza di Elaborazione (GFLOPS) | Potenza di Elaborazione (GFLOPS) | TDP (Watt) | Prezzo (USD) |
| Modello                    | Rilascio   | Nome in Codice | Architettura e Fabbricazione | Transistors (milioni) | Dimensione Die (mm²) | Configurazione Core | Base        | Boost       | MB      | Tipo    | Bandwidth (GB/s) | Velocità (GBPS) | Pixel (GP/s) | Texture (GT/s) | Precisione Singola               | Precisione Doppia                | TDP (Watt) | Prezzo (USD) |
| -------------------------- | ---------- | -------------- | ---------------------------- | --------------------- | -------------------- | ------------------- | ----------- | ----------- | ------- | ------- | ---------------- | --------------- | ------------ | -------------- | -------------------------------- | -------------------------------- | ---------- | ------------ |
| Radeon HD 7350 OEM         | 05/01/2012 | Cedar          | TeraScale 2 TSMC 40nm        | 292                   | 59                   | 80:8:4:2            | 650         | 650         | 512     | GDDR3   | 12.8             | 1.60            | 2.6          | 5.2            | 104.0                            | N.D.                             | 19         | N.D.         |
| Radeon HD 7450 OEM         | 05/01/2012 | Caicos         | TeraScale 2 TSMC 40nm        | 370                   | 67                   | 160:8:4:2           | 625         | 625         | 512     | GDDR3   | 8.5              | 1.06            | 2.5          | 5.0            | 200.0                            | N.D.                             | 18         | N.D.         |
| Radeon HD 7470 OEM         | 05/01/2012 | Caicos         | TeraScale 2 TSMC 40nm        | 370                   | 67                   | 160:8:4:2           | 750         | 750         | 1024    | GDDR5   | 28.8             | 3.60            | 3.0          | 6.0            | 240.0                            | N.D.                             | 27         | N.D.         |
| Radeon HD 7510 OEM         | 01/02/2013 | Turks          | TeraScale 2 TSMC 40nm        | 716                   | 118                  | 320:16:4:4          | 650         | 650         | 1024    | GDDR3   | 21.3             | 1.33            | 2.6          | 10.4           | 416                              | N.D.                             | 39         | N.D.         |
| Radeon HD 7570             | 05/01/2012 | Turks          | TeraScale 2 TSMC 40nm        | 716                   | 118                  | 480:24:8:6          | 650         | 650         | 1024    | GDDR3   | 25.6             | 1.60            | 5.2          | 15.6           | 624                              | N.D.                             | 60         | N.D.         |
| Radeon HD 7670 OEM         | 05/01/2012 | Turks          | TeraScale 2 TSMC 40nm        | 716                   | 118                  | 480:24:8:6          | 800         | 800         | 512     | GDDR5   | 64.0             | 4.00            | 6.4          | 19.2           | 768                              | N.D.                             | 66         | N.D.         |
| Radeon HD 7720 OEM         | 15/03/2013 | Barts          | TeraScale 2 TSMC 40nm        | 1700                  | 255                  | 800:40:32:10        | 840         | 840         | 1024    | GDDR5   | 134.4            | 4.20            | 26.8         | 33.6           | 1344                             | N.D.                             | 150        | N.D.         |
| Radeon HD 7730             | 01/05/2013 | Capo Verde     | GCN 1.0 TSMC 28nm            | 1500                  | 123                  | 384:24:8:6          | 800         | 800         | 1024    | GDDR5   | 72.0             | 4.50            | 6.4          | 19.2           | 614                              | 38.4 (1:16)                      | 47         | 59           |
| Radeon HD 7750             | 15/02/2012 | Capo Verde     | GCN 1.0 TSMC 28nm            | 1500                  | 123                  | 512:32:16:8         | 800         | 800         | 1024    | GDDR5   | 72.0             | 4.50            | 12.8         | 25.6           | 819                              | 51.2 (1:16)                      | 55         | 109          |
| Radeon HD 7770 GHz Edition | 15/02/2012 | Capo Verde     | GCN 1.0 TSMC 28nm            | 1500                  | 123                  | 640:40:16           | 1000        | 1000        | 1024    | GDDR5   | 72.0             | 4.50            | 16.0         | 40.0           | 1280                             | 80.0 (1:16)                      | 80         | 159          |
| Radeon HD 7790             | 22/03/2013 | Bonaire        | GCN 2.0 TSMC 28nm            | 2080                  | 160                  | 896:56:16:14        | 1000        | 1000        | 1024    | GDDR5   | 96.0             | 6.00            | 16.0         | 56.0           | 1792                             | 112.0 (1:16)                     | 85         | 149          |
| Radeon HD 7850             | 05/03/2012 | Pitcairn       | GCN 1.0 TSMC 28nm            | 2800                  | 212                  | 1024:64:32:16       | 860         | 860         | 2048    | GDDR5   | 153.6            | 4.80            | 27.5         | 55.0           | 1761                             | 110.1 (1:16)                     | 130        | 249          |
| Radeon HD 7870 GHz Edition | 05/03/2012 | Pitcairn       | GCN 1.0 TSMC 28nm            | 2800                  | 212                  | 1280:80:32:20       | 1000        | 1000        | 2048    | GDDR5   | 153.6            | 4.80            | 32.0         | 80.0           | 2560                             | 160.0 (1:16)                     | 175        | 349          |
| Radeon HD 7870 XT          | 19/11/2012 | Tahiti         | GCN 1.0 TSMC 28nm            | 4313                  | 352                  | 1536:96:32:24       | 925         | 975         | 2048    | GDDR5   | 192.0            | 6.00            | 31.2         | 93.6           | 2995                             | 748.8 (1:4)                      | 185        | 270          |
| Radeon HD 7950             | 31/01/2012 | Tahiti         | GCN 1.0 TSMC 28nm            | 4313                  | 352                  | 1792:112:32:28      | 800         | 800         | 3072    | GDDR5   | 240.0            | 5.00            | 25.6         | 89.6           | 2867                             | 716.8 (1:4)                      | 200        | 449          |
| Radeon HD 7970             | 22/12/2011 | Tahiti         | GCN 1.0 TSMC 28nm            | 4313                  | 352                  | 2048:128:32:32      | 925         | 925         | 3072    | GDDR5   | 264.0            | 5.50            | 29.6         | 118.4          | 3789                             | 947.2 (1:4)                      | 250        | 549          |
| Radeon HD 7970 X2          | 31/08/2012 | Nuova Zelanda  | GCN 1.0 TSMC 28nm            | 4313                  | 352                  | 2048:128:32:32 x2   | 925         | 925         | 3072 x2 | GDDR5   | 264.0 x2         | 5.50            | 29.6 x2      | 118.4 x2       | 3789 x2                          | 947.2 (1:4) x2                   | 500        | 899          |
| Radeon HD 7990             | 24/08/2013 | Malta          | GCN 1.0 TSMC 28nm            | 4313                  | 365                  | 2048:128:32:32 x2   | 950         | 1000        | 3072 x2 | GDDR5   | 288.0 x2         | 6.00            | 32.0 x2      | 128.0 x2       | 4096 x2                          | 1024 (1:4) x2                    | 375        | 999          |

### Mobile
| Modello            | Rilascio   | Nome in Codice | Architettura e Fabbricazione | Transistors (milioni) | Dimensione Die (mm²) | Configurazione Core | Clock (Mhz) | Clock (Mhz) | Memoria | Memoria | Memoria          | Memoria         | Fillrate     | Fillrate       | Potenza di Elaborazione (GFLOPS) | Potenza di Elaborazione (GFLOPS) | TDP (Watt) |
| Modello            | Rilascio   | Nome in Codice | Architettura e Fabbricazione | Transistors (milioni) | Dimensione Die (mm²) | Configurazione Core | Base        | Boost       | MB      | Tipo    | Bandwidth (GB/s) | Velocità (GBPS) | Pixel (GP/s) | Texture (GT/s) | Precisione Singola               | Precisione Doppia                | TDP (Watt) |
| ------------------ | ---------- | -------------- | ---------------------------- | --------------------- | -------------------- | ------------------- | ----------- | ----------- | ------- | ------- | ---------------- | --------------- | ------------ | -------------- | -------------------------------- | -------------------------------- | ---------- |
| Radeon HD 7330M    | 07/01/2012 | Robson         | TeraScale 2 TSMC 40nm        | 292                   | 59                   | 80:8:4:2            | 500         | 500         | 1024    | DDR3    | 12.8             | 1.60            | 2.0          | 4.0            | 80                               | N.D.                             | 5          |
| Radeon HD 7350M    | 07/01/2012 | Robson         | TeraScale 2 TSMC 40nm        | 292                   | 59                   | 80:8:4:2            | 500         | 500         | 1024    | DDR3    | 14.4             | 1.80            | 2.0          | 4.0            | 80                               | N.D.                             | 7          |
| Radeon HD 7370M    | 07/01/2012 | Robson         | TeraScale 2 TSMC 40nm        | 292                   | 59                   | 80:8:4:2            | 750         | 750         | 1024    | DDR3    | 12.8             | 1.80            | 3.0          | 6.0            | 120                              | N.D.                             | 11         |
| Radeon HD 7430M    | 07/01/2012 | Seymour        | TeraScale 2 TSMC 40nm        | 370                   | 67                   | 160:8:4:2           | 600         | 600         | 1024    | DDR3    | 12.8             | 1.60            | 2.4          | 4.8            | 192                              | N.D.                             | 7          |
| Radeon HD 7450M    | 07/01/2012 | Seymour        | TeraScale 2 TSMC 40nm        | 370                   | 67                   | 160:8:4:2           | 700         | 700         | 1024    | DDR3    | 14.4             | 1.80            | 2.8          | 5.6            | 224                              | N.D.                             | 7          |
| Radeon HD 7470M    | 07/01/2012 | Seymour        | TeraScale 2 TSMC 40nm        | 370                   | 67                   | 160:8:4:2           | 750         | 800         | 1024    | DDR3    | 14.4             | 1.80            | 3.2          | 6.4            | 256                              | N.D.                             | 25         |
| Radeon HD 7490M    | 07/01/2012 | Seymour        | TeraScale 2 TSMC 40nm        | 370                   | 67                   | 160:8:4:2           | 800         | 800         | 1024    | GDDR5   | 30.4             | 3.80            | 3.2          | 6.4            | 256                              | N.D.                             | 9          |
| Radeon HD 7510M    | 07/01/2012 | Thames         | TeraScale 2 TSMC 40nm        | 716                   | 104                  | 400:20:8:5          | 450         | 450         | 1024    | DDR3    | 12.8             | 1.60            | 3.6          | 9.0            | 360                              | N.D.                             | 11         |
| Radeon HD 7530M    | 07/01/2012 | Thames         | TeraScale 2 TSMC 40nm        | 716                   | 104                  | 400:20:8:5          | 450         | 450         | 1024    | DDR3    | 14.4             | 1.80            | 3.6          | 10.8           | 360                              | N.D.                             | 11         |
| Radeon HD 7550M    | 07/01/2012 | Thames         | TeraScale 2 TSMC 40nm        | 716                   | 104                  | 400:20:8:5          | 450         | 550         | 1024    | DDR3    | 14.4             | 1.80            | 4.4          | 11.0           | 440                              | N.D.                             | 14         |
| Radeon HD 7570M    | 07/01/2012 | Thames         | TeraScale 2 TSMC 40nm        | 716                   | 104                  | 480:24:16:6         | 500         | 500         | 1024    | GDDR5   | 25.6             | 3.20            | 8.0          | 12.0           | 480                              | N.D.                             | 13         |
| Radeon HD 7590M    | 07/01/2012 | Thames         | TeraScale 2 TSMC 40nm        | 716                   | 104                  | 480:24:16:6         | 600         | 600         | 1024    | GDDR5   | 25.6             | 3.20            | 4.8          | 14.4           | 576                              | N.D.                             | 18         |
| Radeon HD 7610M    | 07/01/2012 | Whistler       | TeraScale 2 TSMC 40nm        | 716                   | 104                  | 400:20:8:5          | 450         | 450         | 1024    | GDDR3   | 25.6             | 1.60            | 3.6          | 9.0            | 360                              | N.D.                             | 20         |
| Radeon HD 7630M    | 07/01/2012 | Thames         | TeraScale 2 TSMC 40nm        | 716                   | 104                  | 480:24:8:6          | 450         | 450         | 1024    | DDR3    | 25.6             | 1.60            | 3.6          | 10.8           | 432                              | N.D.                             | 20         |
| Radeon HD 7650M    | 07/01/2012 | Thames         | TeraScale 2 TSMC 40nm        | 716                   | 104                  | 480:24:8:6          | 450         | 450         | 1024    | DDR3    | 25.6             | 1.60            | 7.2          | 10.8           | 432                              | N.D.                             | 20         |
| Radeon HD 7670M    | 07/01/2012 | Thames         | TeraScale 2 TSMC 40nm        | 716                   | 104                  | 480:24:8:6          | 600         | 600         | 1024    | DDR3    | 28.8             | 1.80            | 9.6          | 14.4           | 576                              | N.D.                             | 20         |
| Radeon HD 7690M    | 25/12/2011 | Thames         | TeraScale 2 TSMC 40nm        | 716                   | 104                  | 480:24:16:6         | 725         | 725         | 1024    | DDR3    | 28.8             | 1.80            | 11.6         | 17.4           | 696                              | N.D.                             | 20         |
| Radeon HD 7690M XT | 07/01/2013 | Thames         | TeraScale 2 TSMC 40nm        | 716                   | 104                  | 480:24:8:6          | 725         | 725         | 2048    | GDDR5   | 57.6             | 3.60            | 5.8          | 17.4           | 696                              | N.D.                             | 25         |
| Radeon HD 7730M    | 24/04/2012 | Chelsea        | GCN 1.0 TSMC 28nm            | 1500                  | 123                  | 512:32:16:8         | 575         | 675         | 2048    | DDR3    | 28.8             | 1.80            | 10.8         | 21.6           | 691                              | 43.2                             | 25         |
| Radeon HD 7750M    | 24/04/2012 | Chelsea        | GCN 1.0 TSMC 28nm            | 1500                  | 123                  | 512:32:16:8         | 575         | 575         | 2048    | GDDR5   | 64.0             | 4.00            | 9.2          | 18.4           | 588                              | 36.8                             | 28         |
| Radeon HD 7770M    | 24/04/2012 | Chelsea        | GCN 1.0 TSMC 28nm            | 1500                  | 123                  | 512:32:16:8         | 675         | 675         | 1024    | GDDR5   | 64.0             | 4.00            | 10.8         | 21.6           | 691                              | 43.2                             | 32         |
| Radeon HD 7850M    | 24/04/2012 | Heathrow       | GCN 1.0 TSMC 28nm            | 1500                  | 123                  | 640:40:16:10        | 675         | 675         | 2048    | GDDR5   | 64.0             | 4.00            | 10.8         | 27.0           | 864                              | 54.0                             | 40         |
| Radeon HD 7870M    | 24/04/2012 | Heathrow       | GCN 1.0 TSMC 28nm            | 1500                  | 123                  | 640:40:16:10        | 800         | 800         | 2048    | GDDR5   | 64.0             | 4.00            | 12.8         | 32.0           | 1024                             | 64.0                             | 45         |
| Radeon HD 7950M    | 24/04/2012 | Wimbledon      | GCN 1.0 TSMC 28nm            | 2800                  | 212                  | 1280:80:32:20       | 700         | 700         | 2048    | GDDR5   | 128.0            | 4.00            | 22.4         | 56.0           | 1792                             | 112.0                            | 75         |
| Radeon HD 7970M    | 24/04/2012 | Wimbledon      | GCN 1.0 TSMC 28nm            | 2800                  | 212                  | 1280:80:32:20       | 850         | 850         | 2048    | GDDR5   | 153.6            | 1.80            | 27.2         | 68.0           | 2176                             | 136.0                            | 100        |

### Annotazioni
1. 1 2  Shading Units:TMUs:ROPs:Compute Units

### Fonti
1. ↑   Scambio di nomi tra architetture.
2. ↑   Global Foundries accantona il processo produttivo a 32nm (archiviato dall'url originale l'8 settembre 2010).
3. ↑   Radeon HD 7970, inizia la nuova era delle GPU AMD.
4. ↑   Radeon HD 7990: dual Tahiti secondo AMD.
5. ↑   techpowerup.com,  https://www.techpowerup.com/gpu-specs/radeon-hd-7350-oem.c632.
6. ↑   techpowerup.com,  https://www.techpowerup.com/gpu-specs/radeon-hd-7450-oem.c300.
7. ↑   techpowerup.com,  https://www.techpowerup.com/gpu-specs/radeon-hd-7470-oem.c299.
8. ↑   techpowerup.com,  https://www.techpowerup.com/gpu-specs/radeon-hd-7510-oem.c2138.
9. ↑   techpowerup.com,  https://www.techpowerup.com/gpu-specs/radeon-hd-7570.c393.
10. ↑   techpowerup.com,  https://www.techpowerup.com/gpu-specs/radeon-hd-7670-oem.c392.
11. ↑   techpowerup.com,  https://www.techpowerup.com/gpu-specs/radeon-hd-7720-oem.c2208.
12. ↑   techpowerup.com,  https://www.techpowerup.com/gpu-specs/radeon-hd-7730.c2127.
13. ↑   techpowerup.com,  https://www.techpowerup.com/gpu-specs/radeon-hd-7750.c309.
14. ↑   techpowerup.com,  https://www.techpowerup.com/gpu-specs/radeon-hd-7790.c2100.
15. ↑   techpowerup.com,  https://www.techpowerup.com/gpu-specs/radeon-hd-7850.c1055.
16. ↑   techpowerup.com,  https://www.techpowerup.com/gpu-specs/radeon-hd-7870-ghz-edition.c339.
17. ↑   techpowerup.com,  https://www.techpowerup.com/gpu-specs/radeon-hd-7870-xt.c1860.
18. ↑   techpowerup.com,  https://www.techpowerup.com/gpu-specs/radeon-hd-7950.c307.
19. ↑   techpowerup.com,  https://www.techpowerup.com/gpu-specs/radeon-hd-7970.c296.
20. ↑   techpowerup.com,  https://www.techpowerup.com/gpu-specs/radeon-hd-7970-x2.c730.
21. ↑   techpowerup.com,  https://www.techpowerup.com/gpu-specs/radeon-hd-7990.c2126.
22. ↑   techpowerup.com,  https://www.techpowerup.com/gpu-specs/radeon-hd-7330m.c1194.
23. ↑   techpowerup.com,  https://www.techpowerup.com/gpu-specs/radeon-hd-7350m.c1196.
24. ↑   techpowerup.com,  https://www.techpowerup.com/gpu-specs/radeon-hd-7370m.c1192.
25. ↑   techpowerup.com,  https://www.techpowerup.com/gpu-specs/radeon-hd-7430m.c1205.
26. ↑   techpowerup.com,  https://www.techpowerup.com/gpu-specs/radeon-hd-7450m.c369.
27. ↑   techpowerup.com,  https://www.techpowerup.com/gpu-specs/radeon-hd-7470m.c370.
28. ↑   techpowerup.com,  https://www.techpowerup.com/gpu-specs/radeon-hd-7490m.c371.
29. ↑   techpowerup.com,  https://www.techpowerup.com/gpu-specs/radeon-hd-7510m.c372.
30. ↑   techpowerup.com,  https://www.techpowerup.com/gpu-specs/radeon-hd-7530m.c373.
31. ↑   techpowerup.com,  https://www.techpowerup.com/gpu-specs/radeon-hd-7550m.c1209.
32. ↑   techpowerup.com,  https://www.techpowerup.com/gpu-specs/radeon-hd-7570m.c399.
33. ↑   techpowerup.com,  https://www.techpowerup.com/gpu-specs/radeon-hd-7590m.c376.
34. ↑   techpowerup.com,  https://www.techpowerup.com/gpu-specs/radeon-hd-7610m.c377.
35. ↑   techpowerup.com,  https://www.techpowerup.com/gpu-specs/radeon-hd-7630m.c378.
36. ↑   techpowerup.com,  https://www.techpowerup.com/gpu-specs/radeon-hd-7650m.c1210.
37. ↑   techpowerup.com,  https://www.techpowerup.com/gpu-specs/radeon-hd-7670m.c380.
38. ↑   techpowerup.com,  https://www.techpowerup.com/gpu-specs/radeon-hd-7690m.c2295.
39. ↑   techpowerup.com,  https://www.techpowerup.com/gpu-specs/radeon-hd-7690m-xt.c382.
40. ↑   techpowerup.com,  https://www.techpowerup.com/gpu-specs/radeon-hd-7730m.c1200.
41. ↑   techpowerup.com,  https://www.techpowerup.com/gpu-specs/radeon-hd-7750m.c384.
42. ↑   techpowerup.com,  https://www.techpowerup.com/gpu-specs/radeon-hd-7770m.c1204.
43. ↑   techpowerup.com,  https://www.techpowerup.com/gpu-specs/radeon-hd-7850m.c386.
44. ↑   techpowerup.com,  https://www.techpowerup.com/gpu-specs/radeon-hd-7870m.c387.
45. ↑   techpowerup.com,  https://www.techpowerup.com/gpu-specs/radeon-hd-7950m.c1293.
46. ↑   techpowerup.com,  https://www.techpowerup.com/gpu-specs/radeon-hd-7970m.c388.